# Bulu Lor (Semarang Utara)
Bulu Lor is een bestuurslaag in het regentschap Semarang van de provincie Midden-Java, Indonesië. Bulu Lor telt 13.745 inwoners (volkstelling 2010).